# Joan Sagalés i Anglí
Joan Sagalés i Anglí (1916, Castellterçol - 30 de setembre de 2011, Castellterçol) va ser un promotor cultural català originari de Castellterçol.
Ha estat president de la Comissió Abat Oliba durant el franquisme, des de la qual ha participat en la fundació del Museu Prat de la Riba i ha patrocinat les Cent Conferències de Castellterçol. El 1994 va rebre la Creu de Sant Jordi, i forma part del jurat del Premi Prat de la Riba de periodisme.